# Інарі
Інарі (фін. Inari півн.-саам. Anár, Aanaar, колтта-саамськ. Aanar, швед. Enare) — найбільша за площею громада Фінляндії. Розташована в провінції Лапландія, площа — 17 333,89 км². 
Тут розташоване третє за величиною озеро країни — Інарі 1043 км², національний парк "Урго Кекконен", а також (частково) найбільший національний парк Фінляндії — Лемменйокі. Громада — центр саамської культури Фінляндії. 
Адміністративний центр громади — селище Інарі. 

## Населення
Населення громади (2010) — 6787 осіб. Щільність населення — 0,45 чол/км² (одна з найнижчих у Фінляндії). 
У громаді Інарі офіційними вважаються чотири мови: фінська, інарі-саамська, північносаамська і колтта-саамська. 
Із 6838 осіб у 2010 році 6366 назвали своєю рідною мовою фінську і лише 400 — саамські мови. 

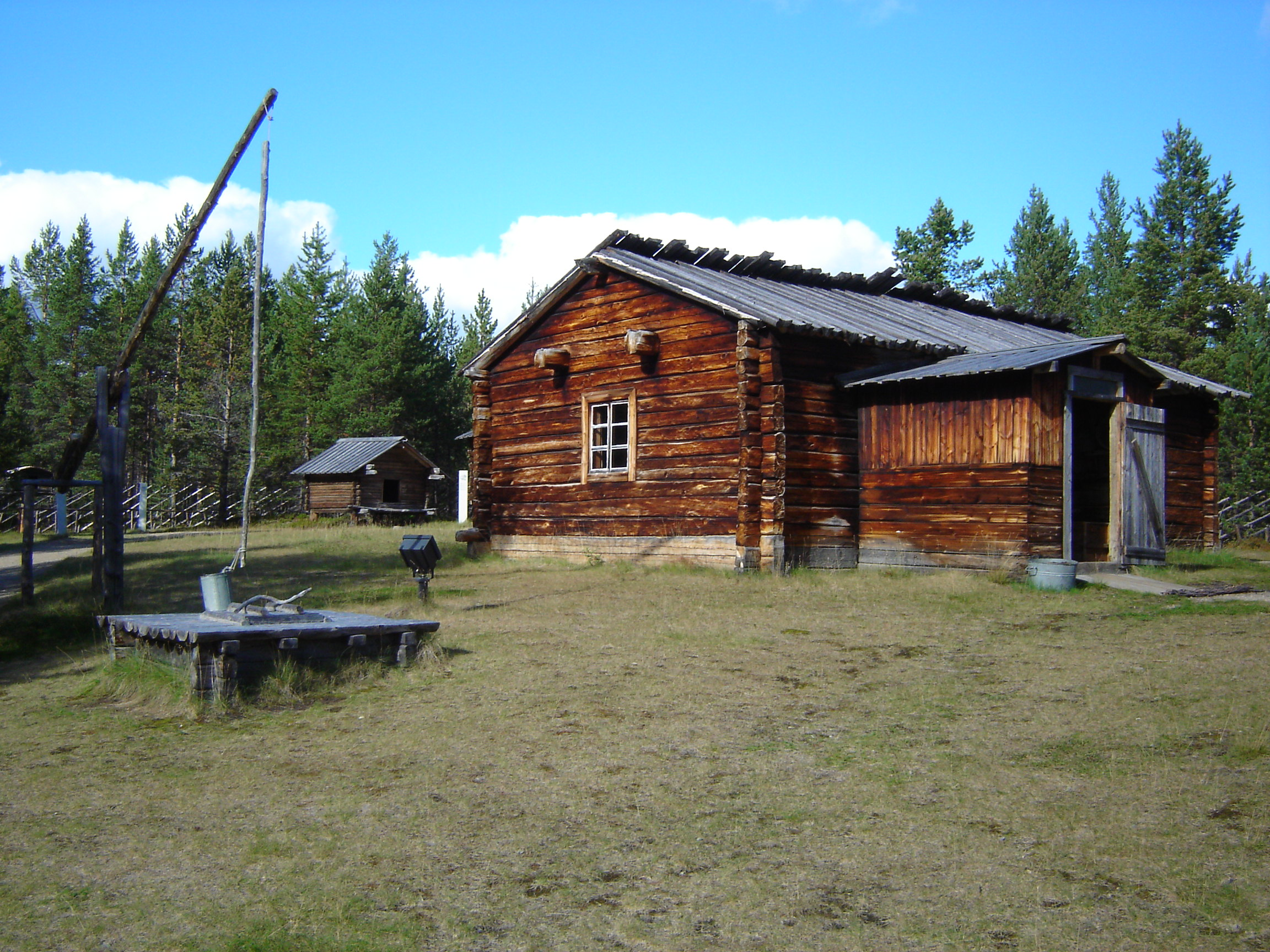
« Сіїда»: частина експозиції під відкритим небом

Два найбільших селища (села) громади — Інарі та Івало. На території громади знаходиться і великий туристичний центр Сааріселькя із загальним числом спальних місць близько 13,5 тисячі (2010)  .

## Транспорт
У Івало розташований аеропорт Івало, також через громаду проходить траса Е75 (фінське національне шосе 4). 
Громада Інарі разом з громадою Соданкюля є ініціатором проекту «Арктичний коридор» з будівництва залізниці від Рованіемі до Кіркенеса . 

## Громада як центр саамської культури
Громада Інарі — центр саамської культури Фінляндії. У селищі Інарі, адміністративному центрі громади, розташований відкритий в січні 2012 культурний центр "Sajos", що є найбільшим в північній частині Лапландії офісним центром; тут працюють Саамський парламент Фінляндії (виборний представницький орган культурного самоврядування саамів Фінляндії) і багато інших установ та організації; крім того, тут знаходиться конференц-зал на 500 чоловік  . 
Також в селищі Інарі знаходиться виставковий центр «Сіїда », в рамках якого діють Саамський музей, заснований в 1959 і Природний центр Верхьої Лапландії — один з десяти природних центрів Головного лісового управління Фінляндії . 

## Політика
Результати парламентських виборів у Фінляндії 2011 в Інарі: 
- Фінляндський центр 36,2%
- Справжні фіни 19,2%
- Лівий союз 13,8%
- Кокоомус 10,5%
- Соціал-демократична партія 9,8%
- Зелений союз 6,6%
- Шведська народня партія 2,2%
- Християнські демократи 1,2%
- Інші партії 0,5%

## Населені пункти
Адміністративний центр громади — селище Інарі. За населенням це не найбільший населений пункт громади: в селищі і його околицях проживає близько однієї тисячі осіб, в той час як в селищі Івало — близько 4 тисяч. 
| Українська назва | Фінська назва     | Саамські назви                                                   |
| ---------------- | ----------------- | ---------------------------------------------------------------- |
| Акуярві          | Akujärvi          | інарі-саамськ. Ákšujävri                                         |
| Анґелі           | Angeli            | півн.-саам. Aŋŋel                                                |
| Івало            | Ivalo             | інарі-саамськ. Avveel півн.-саам. Avvil                          |
| Інарі            | Inari             | інарі-саамськ. Aanaar колтта-саамск. півн.-саам. Anár            |
| Кааманьо         | Kaamanen (fi)     | інарі-саамськ. Kaamâs півн.-саам. Gámas                          |
| Кевяярві         | Keväjärvi (fi)    |                                                                  |
| Коппело          | Koppelo           |                                                                  |
| Куттура          | Kuttura (fi)      |                                                                  |
| Лісма            | Lisma (fi)        |                                                                  |
| Нейден           | Näätämö           | інарі-саамськ. Njiävđám колтта-саамск. півн.-саам. Njávdán       |
| Неллім           | Nellim            | інарі-саамськ. Njellim колтта-саамск.                            |
| Партакко         | Partakko          | інарі-саамськ. Päärtih                                           |
| Ріутула          | Riutula           |                                                                  |
| Сааріселькя      | Saariselkä        | півн.-саам. Suoločielgi                                          |
| Севеттіярві      | Sevettijärvi (fi) | інарі-саамськ. Čevetjävri колтта-саамск. півн.-саам. Čeavetjávri |
| Тьормянен        | Törmänen (fi)     |                                                                  |